# Протік
Проті́к, прото́ка — водотік, що є частиною іншого водотоку, чи сполучує інші водотоки або водойми, і не має властивих річці комплексів руслових утворень.
Виділяють два види протоків:
- частина річкового русла з одного боку від руслового острова чи іншого морфологічного елементу складного річкового русла;
- короткий водотік, що з'єднує між собою водойми: озера чи озеро з річкою, рідше річку з озером або дві річки[3].

Особливі (і місцеві назви) специфічних протоків: єрик, гірло, воложка (Волга), полой (Північна Двіна), річище (Дніпро), стародоння (Дон).